# Vera Daves

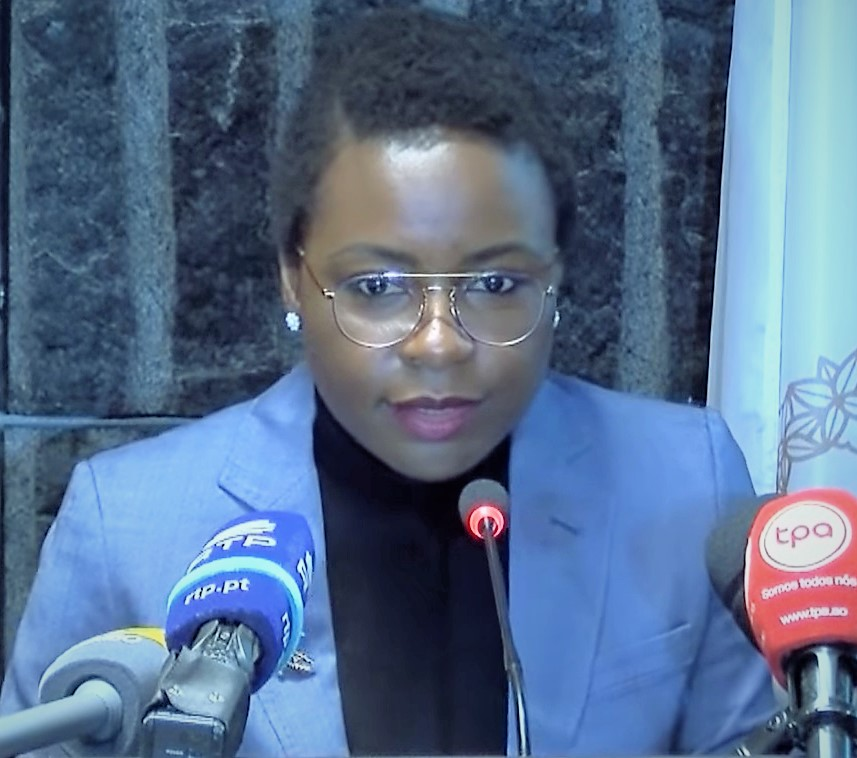
Vera Daves (2014)

Vera Esperança dos Santos Daves De Sousa (* 18. Mai 1983 in Luanda) ist eine angolanische Politikerin der Volksbewegung zur Befreiung Angolas MPLA (Movimento Popular de Libertação de Angola), die unter anderem seit 2019 Finanzministerin ist.

## Leben
Vera Esperança dos Santos Daves De Sousa begann nach dem Schulbesuch ein Studium der Wirtschaftswissenschaften an der Katholischen Universität von Angola UCAN (Universidade Católica de Angola), das sie 2005 mit einem Lizenziat (Licenciatura em Economia) beendete. Sie war kurze Zeit als Finanztechnikerin beim staatlichen Erdgas- und Erdölunternehmen Sonangol (Sociedade Nacional de Combustíveis de Angola) tätig und arbeitete nach dem Besuch eines Kurses über Banktechniken und -praktiken beim Institut für Bankausbildung (Instituto de Formação Bancária) in Portugal zwischen 2006 und 2010 als Marktanalystin bei der Banco Privado Atlântico, ehe sie von 2010 bis 2012 Direktorin des Produkt- und Forschungsbüros der Banco Privado Atlântico wurde. Zugleich unterrichtete sie von 2006 bis 2012 selbst als Dozentin für öffentliche Finanzen und wirtschaftliche Integration an der Fakultät für Wirtschaftswissenschaften der UCAN. 
Sie war daraufhin zwischen 2012 und 2016 zunächst Geschäftsführende Direktorin sowie von 2016 bis 2017 der Kapitalmarktkommission (Comissão de Mercado de Capitais). Neben weiteren Fortbildungen belegte sie 2013 einen Marktkurs für Anleihen und Derivate bei dem in London ansässigen Finanzunternehmen ICAP und wurde 2013 Dozentin für Finanzmärkte bei dem von der Católica Business School Alliance geförderten Executive MBA. Sie verfasste auch Wirtschaftskommentatore in verschiedenen Medien wie dem Staatlichen Fernsehsender TPA (Televisão Pública de Angola), Rádio Mais sowie der Zeitschrift Rumo und war auch Co-Autor eines Buches über öffentliche Finanzen.
Im September 2017 wurde Vera Esperança dos Santos Daves De Sousa, die auch Mitglied des Politbüros der Volksbewegung zur Befreiung Angolas MPLA (Movimento Popular de Libertação de Angola) ist, Staatssekretärin für Finanzen und Schatz (Secretária de Estado para as Finanças e Tesouro) und bekleidete dieses Amt bis Oktober 2019. Als Nachfolgerin von Archer Mangueira wurde sie schließlich am 8. Oktober 2019 selbst Finanzministerin (Ministra das Finanças) im Kabinett Lourenço. Auf dem VIII. Kongress wählte das ZK der MPLA ein aus 101 Personen bestehendes Politbüro, dem sie ebenfalls wieder angehört.